# Balchik (huyện)
Balchik là một huyện thuộc tỉnh Dobrich, Bungaria. Dân số thời điểm năm 2001 là 22354 người.